# Boel Gerell
Boel Gerell, född 1966 och bosatt i Dalby sedan 2010, är en svensk författare, kulturjournalist och lärare vid Författarskolan på Lunds universitet. Hon är också recensent på Sydsvenskan.
Gerell gjorde sin litterära debut 1996 med Mannen i fönstret.

## Priser och utmärkelser
- Nöjesguidens pris bästa läsning 2003